# Kościukowicze (Białoruś)
Kościukowicze (Kostiukowicze, biał. Касцюковічы, Kasciukowiczy, ros. Костюковичи) – miasto na Białorusi, w obwodzie mohylewskim, centrum administracyjne rejonu kościukowickiego. 15,9 tys. mieszkańców (2010).
Znajduje tu się stacja kolejowa Kamunary, położona na linii Orsza – Krzyczew – Uniecza.

## Historia
Prywatne miasto szlacheckie położone było w końcu XVIII wieku w województwie mścisławskim.
Podczas okupacji hitlerowskiej, jesienią 1941 roku Niemcy utworzyli getto dla żydowskich mieszkańców. Przebywało w nim około 1000 osób. 15 marca 1943 roku Niemcy zlikwidowali getto, a Żydów zamordowali. 